# Anacroneuria carole
Anacroneuria carole és una espècie d'insecte plecòpter pertanyent a la família dels pèrlids.
En el seu estadi immadur és aquàtic i viu a l'aigua dolça, mentre que com a adult és terrestre i volador. Es troba a Sud-amèrica: el Perú.